# Krešimir III.
Krešimir III. (lat. Cresimirus) bio je hrvatski kralj iz vladarske dinastije Trpimirovića koji je vladao od 1000. do oko 1030. godine. Začetnik je poddinastije Krešimirovića.
Neki autori pridaju njemu nadimak „Suronja“ (mračan, hladan), a ne njegovu bratu Svetoslavu.

## Životopis
Nakon što je kralj Stjepan Držislav preminuo 997. godine, njegov sin Svetoslav Suronja postao je hrvatskim kraljem. Ubrzo su se njegova dva brata, Krešimir III. i Gojslav, ujedinili kako bi uz pomoć Bugara svrgnuli Svetoslava Suronju. Bugari su rado pomogli svrgavanje kralja koji je bio saveznik njihova neprijatelja, Bizanta te je bugarski car Samuilo izvršio invaziju 998. godine zauzevši Dalmaciju i veći dio Bosne. Nakon sloma Samuilove države, 1018., Krešimir i Gojslav se pokoravaju bizantskom caru Baziliju II. te se obvezuju na plaćanje danka, a on ih je obdario raznim počastima.
Za vrijeme njegove vladavine ban je bio Božetjeh.
Krešimir je, vjerojatno uz pomoć ugarskoga kralja Stjepana I. Arpadovića, pokušao napasti Zadar i druge dalmatinske gradove. Prema Ivanu Arhiđakonu, Krešimirova kćer je bila zaručena Stjepanovim sinom Emerikom te je kralj potvrdio hrvatskomu vladaru pravo na Slavoniju, koju je dobio kao miraz.
Nakon što je Krešimir ponovno osvojio neke dalmatinske gradove, zamjerio se bizantskom caru Baziliju II. koji je 1024. poslao na Hrvatsku svoje brodovlje. Tom su prilikom zarobili Krešimirova sina i samu kraljicu koje su odveli prvo u Bari, a zatim u Carigrad.
Naslijedio ga je sin Stjepan I. Riječ je o sinu Krešimira III., koji se prema nekim povjesničarima, oženio Hicelom, kćerkom mletačkog dužda i kojemu se rodio Petar Krešimir IV.

### Knjige
- Horvat, Rudolf. 1924. Povijest Hrvatske I. Od najstarijeg doba do g. 1657. Tiskara "Merkur". Zagreb.
- Knezović, Oton. 1937. Hrvatska povijest od najstarijeg doba do godine 1918. Jeronimska knjižnica. Zagreb.
- Stephenson, Paul. 2001. Byzantium and East Central Europe (engleski). Historia Iagellonica. Krakov.
- Klaić, Vjekoslav. 1982. Povijest Hrvata. Knjiga prva. Nakladni zavod Matice hrvatske. Zagreb.
- Katić, Lovre. 1943. Tri najveća hrvatska kralja. Hrvatsko književno družtvo sv. Jeronima. Zagreb.

### Članci
- Ćošković, Pejo. 2003. Gojslav. Hrvatski biografski leksikon. Zagreb.  journal zahtijeva |journal= (pomoć)

## Vanjske poveznice

### Ostali projekti
|  | Zajednički poslužitelj ima još gradiva o temi Krešimir III                               |
|  | Wikizvor ima izvorni tekst Povijest Hrvatske I. (R. Horvat)/Krešimir »Surinja« i Gojslav |

| Vladarske titule             | Vladarske titule                 | Vladarske titule      |
| ---------------------------- | -------------------------------- | --------------------- |
| prethodnik Svetoslav Suronja | hrvatski kralj 1000. – oko 1030. | nasljednik Stjepan I. |